# 有間川
有間川（ありまがわ）は、新潟県上越市西部の地名。頸城連山のうちの桑取谷を流れる桑取川の河口に位置している。

## 歴史
有間川は、桑取川河口に発達した宿場として栄えてきた。有間川（河）という地名が初めて文献に現れたのは、長享2年（1488年）に萬里禅師の書いた北国紀行文『梅花無盡蔵』の一説であり「長享二年十月十七日雲中自有間河尋能生、村名有台寺号太平寺、日既及昏黒不能到、故借東崎沙戸一宿（中略）自有間河至能生凡六十里」（以下略）となっている。さらに萬里が作詩した七言絶句に「民居隣海有間河。打岩巻四千丈波。欲渡時々驢不進。風声吹破伴僧蓑。」があり、この詩を訳せば「有間河の民家が海岸沿いにあり、海岸に打ち寄せ、大波で渡ろうとしても乗っている馬が恐れて進まない。海岸の恐風は遠慮なく吹き寄せてくる。」という意味で当時から有間川が険阻な土地であったことが分かる。
江戸時代の『正保御国絵図』では、現在の桑取川を挟んで長浜とともに街道の宿場として掲載されている。
天保13年（1832年）の『越後國細見大繪圖』（筑波大学附属図書館のWebページより）では、有馬川と記されている。

### 行政区画の変遷
徳川幕政時には、高田藩の行政区画は現在の「字」をもって「有間川村」と呼称していた。
明治22年には、市制・町村制が施行になり、東は谷浜村、西は茶屋ヶ原村までを谷浜村とし有間川村もこれに属した。
明治34年、谷浜村は和泉村と合併し谷浜村の役場を有間川に置く。
昭和28年の市町村合併推進法により、昭和30年直江津市と合併する。
昭和46年、直江津市は高田市と合併に踏み切り上越市が誕生した。なお、平成16年にも14市町村による合併が行われたが、現在も地名は上越市大字有間川である。

## 世帯数と人口
2017年（平成29年）12月31日現在の世帯数と人口は以下の通りである。
| 大字   | 世帯数 | 人口  |
| ------ | ------ | ----- |
| 有間川 | 81世帯 | 225人 |

## 小・中学校の学区
市立小・中学校に通う場合、学区は以下の通りとなる。
| 番地 | 小学校             | 中学校             |
| ---- | ------------------ | ------------------ |
| 全域 | 上越市立谷浜小学校 | 上越市立潮陵中学校 |

## 交通

### 北陸街道
中世において北陸街道は春日山城と京を結ぶ大切な道路であった。江戸時代に下り北陸街道を上越地方では加賀街道とも呼ぶようになったのは、参勤交代で加賀の前田侯の大名行列がこの街道を往復したことによるものである。
有間川と谷浜の境には天保4年（1833年）に石地蔵と道しるべとが一緒に建てられ、現存している。道しるべには「右加賀みち」「左くはどりみち」とある。
当時有間川海岸沿いには加賀侯の命により植えたと伝えられる松の大木数十本があり、その目通りは1m程で見事な松群であった。
なお、北陸街道は明治19年（1886年）に大改修が行われ、現在の国道8号の大体の道形がこの時代に造られた。
昭和3年、崩土にさらされていた箇所で道路拡幅工事が行われ、高田土木派遣所より、有間川青年会に工事人夫の協力申込みがあり、これを了承し工事に従事したが、工事中に山が崩れ3名の殉職者を出す（同地流泉寺境内に慰霊碑が残る）。

### 頸城バス
鉄道において北陸線有間川駅が昭和21年に営業開始となり、有間川周辺地域の住民はその恩恵にあずかり満足していたが、桑取谷住民の交通問題が全て解決されたことにはならなかった。
昭和25年、谷浜・桑取村両村長は頸城鉄道（現在の頸城自動車株式会社）に対し、バス運行について正式な要望書を提出して、善処方を懇請した。
バス運行には先ず道路整備が条件となったので、土木出張所と協議し危険箇所の改良・待避所の設置等早急に具体化し、バス運行の準備に入った。
昭和27年、頸城鉄道は両村の熱意に応え同年4月10日に運行開始、一日3往復で運行を開始した。その後便数を増やすなど利用者の要望に応えてきたが、自家用車の普及により利用者は減少の傾向にあり、路線の存続について議論も起きている。現在は一日6往復で直江津～桑取り湯ったり村まで運行されている。

### 国道8号
有間川地内の現国道8号工事は昭和37年6月着工、工事費2億8千万円をもって1400 mが昭和38年12月に竣工。
この国道改修工事が行われる以前は、集落内に国道が通り未舗装であったため、自動車が通過するたびに砂塵が舞い上がり住民の受任の限度を超えていた。これを建設省国道課長が現地視察し有間川バイパス工事が高田管内第1号として着工する事が決定したのである。しかし、国道バイパスが完成すれば村内の国道は当然県道に移管され、この旧道の舗装が取り残される懸念があったので、国道課長に強く要望、昭和37年に村内の舗装工事が完成した。
国道の用地買収にあたり、海岸にある船小屋の移転先が問題となったが、海岸部の地主が安価で提供することを了承することにより解決した。
建設費は1 mあたり約20万円となり、平野部に比べ3、4倍もの費用を要した道路となったが、新潟と京都を結ぶ日本海側縦貫道として重要な道路だけに、工事費を惜しむことなく急速に進めなければならなかった。当時の建設省高田工事事務所は「道路改良工事と言うようなものでなく、むしろ護岸工事であって技術的にも大変苦労の多い仕事でした」と苦心談を残している。

## 産業

### 漁業
有間川漁港を中心とした刺し網漁が中心となっている。
他に採藻、採貝などがあり平成16年から採藻のための投石作業を行っている。しかし密漁者が増え酸素ボンベを使っての貝の乱獲などで漁協、地元町内会では頭を悩ませている。
桑取川では春は白魚漁（この地方では「いさざ」という）、夏は鮎漁、秋は鮭漁が盛んであり、漁季節になると観光客で賑わう。